# Louis Lonqüeue
Louis Lonqüeue ou Lonqueue, né le 26 janvier 1718 à Chartres et mort le 2 décembre 1794 à Paris, est un homme politique français.

## Biographie
Lonqüeue est professeur au Collège de Chartres, sa ville natale, lorsqu'il devient le 9 septembre 1792 député suppléant d'Eure-et-Loir à la Convention nationale.
Le 14 juillet 1793, il est admis à siéger après l'exclusion du chef girondin Pétion de Villeneuve, décrété d'arrestation et en fuite.
Lonqüeue, qui a alors 75 ans, est le doyen des conventionnels à entrer en fonction. Malgré son grand âge, il ne fait pas preuve de modération et rejoint les bancs de la Montagne. Le jour de son entrée en fonction, il prononce un « Discours contre les religions ».
Il retombe ensuite dans l'anonymat, son activité parlementaire étant fort peu intense. Il meurt le 2 décembre 1794 de maladie, avant la fin de son mandat. Il n'est pas remplacé, tous les suppléants d'Eure-et-Loir étant soit morts, soit déjà entrés en fonction.

## Sources
- « Louis Lonqüeue », dans Adolphe Robert et Gaston Cougny, Dictionnaire des parlementaires français, Edgar Bourloton, 1889-1891 [détail de l’édition]